# Ludwig van Beethoven (1712–1773)
Ludwig van Beethoven či Ludovicus van Beethoven, rodným jménem Lodewijk van Beethoven (4. ledna – 5. ledna? 1712 Mechelen – 24. prosince 1773 Bonn) byl zpěvák, hudební režisér a dědeček skladatele Ludwiga van Beethovena.
Byl druhým synem pekaře Michaela van Beethovena (1684–1749) a Marie Louisy Stuyckersové (1685–1749) a měl dva bratry, Cornelia a Lamberta Michaela. Již v šesti letech vynikal jako pěvec ve sboru katedrály svatého Rumolda v Mechelenu. Ve škole se asi osm let vzdělával v různých hudebních předmětech.
Mezi jeho díla patří skladby zkomponované pro kostel svatého Petra v Lovani, katedrálu v Lutychu a díla, která vznikla na objednávku kolínského arcibiskupa Klementa Augusta Bavorského. V listopadu 1733 se Lodewijk van Beethoven oženil s Marií Josefou Ballovou (či Pollovou) a měli spolu tři děti: Marii Ludovicu Bernhardinu, Marka Josepha a Johanna, otce slavného hudebního skladatele, pojmenovaného po dědovi.